# Concours Eurovision de la chanson 1960
- Pays participants

Cannes 1959 Cannes 1961
Le Concours Eurovision de la chanson 1960 fut la cinquième édition du concours. Il se déroula le mardi 29 mars 1960, à Londres, au Royaume-Uni. Il fut remporté par la France, avec la chanson Tom Pillibi, interprétée par Jacqueline Boyer. Le Royaume-Uni, pays hôte, termina deuxième et Monaco, troisième.

## Organisation
Les Pays-Bas, qui avaient remporté l’édition 1959, ne souhaitèrent pas se charger de l’organisation de l'édition 1960. Les responsables de la télévision publique néerlandaise estimèrent que la charge serait trop importante, si tôt après avoir financé l’édition 1958. Le Royaume-Uni, qui avait terminé deuxième, prit alors le relais.
Ce fut le premier concours organisé par la BBC. Au total, la télévision britannique organisa le concours à neuf reprises, un record toujours d'actualité.

## Pays participants
Treize pays participèrent au cinquième concours, un nouveau record.
Le Luxembourg fit son retour et la Norvège, ses débuts.
La Finlande diffusa le concours pour la première fois et fit ses débuts l’année suivante.

## Format

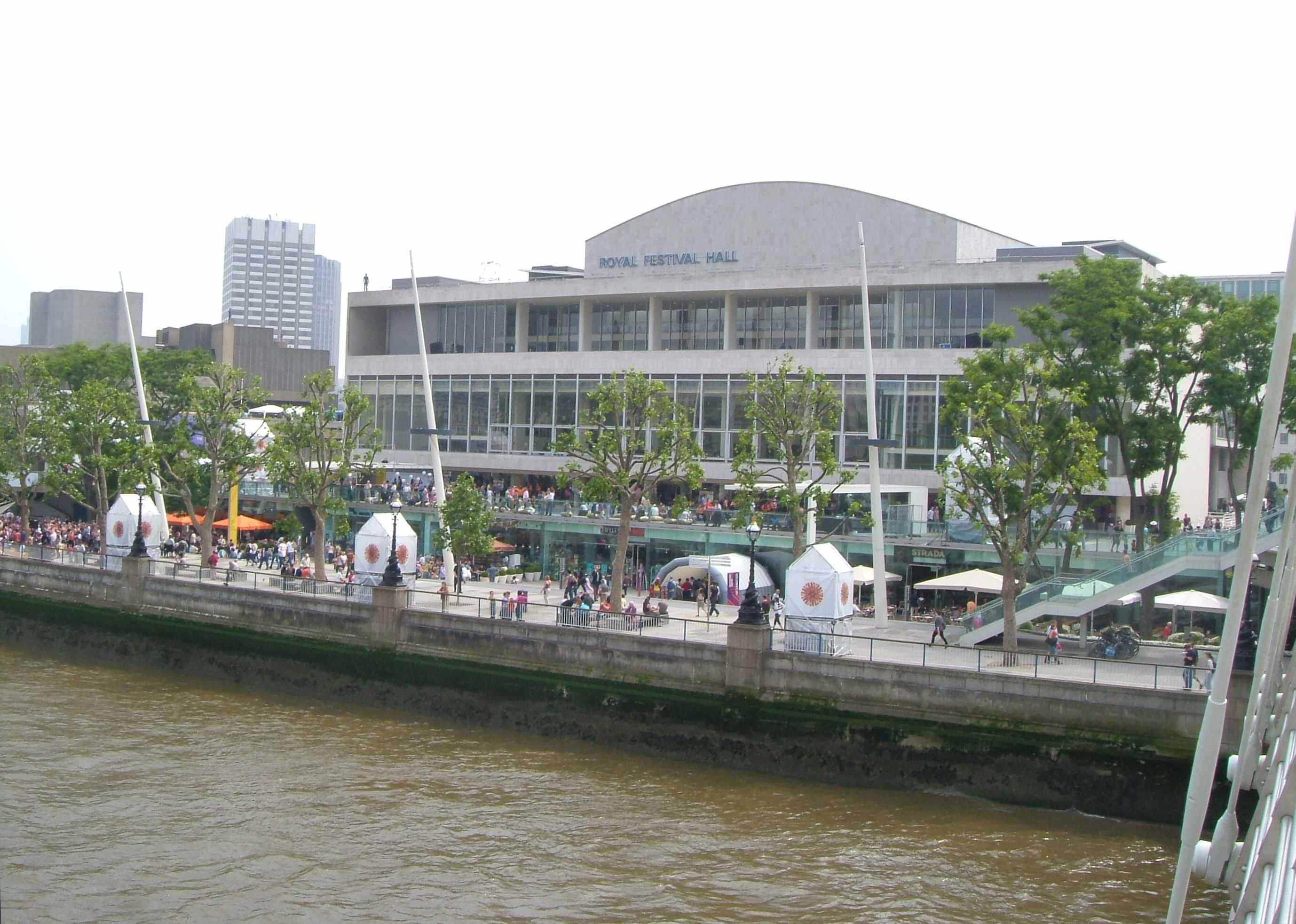
Le Royal Festival Hall à Londres.

Le concours eut lieu au Royal Festival Hall, une salle de concert et de conférence pouvant accueillir 2 500 personnes. Il avait été édifié neuf ans auparavant, pour accueillir le Festival of Britain.
Le tirage au sort de l’ordre de passage fut effectué le lundi 28 mars 1960. Les répétitions se tinrent les lundi 28 et mardi 29 mars 1960.
Ce fut la dernière fois que le concours se tint au milieu de la semaine. Par la suite, il eut toujours lieu un samedi ou un dimanche.
Le programme dura une heure et vingt minutes. Il fut regardé par près de 30 millions de téléspectateurs.
La scène était d'inspiration théâtrale. À nouveau, l'orchestre prit place dans une fosse. Le tableau d'affichage des votes était placé à la droite de la scène. Le décor derrière les artistes consistait soit en arrière-fonds particuliers, soit en plusieurs cadres de bois tendus de voilages. Entre chaque prestation, le rideau était baissé, permettant les changements nécessaires.

## Déroulement
La vidéo introductive débuta par la présentation des noms des pays participants, au milieu du logo de l'Eurovision. Comme l'année précédente, la caméra effectua un plan mouvant. L'on vit successivement la Tamise, les lumières de la ville et le Royal Festival Hall. Le public et l'orchestre apparurent ensuite à l'écran. La caméra effectua alors un second plan mouvant, montrant les cabines des commentateurs, suspendues au-dessus du public.
L’orchestre était dirigé par Eric Robinson.
La présentatrice de la soirée fut Katie Boyle. Ce fut le premier des quatre concours qu’elle présenta, un record dans son genre. Elle introduisit tout d'abord chaque artiste au public, en le saluant en anglais et dans sa langue nationale. Les artistes s'avancèrent à tour de rôle sur scène pour recevoir les applaudissements des spectateurs. Boyle commit là sa seule erreur de la soirée : elle appela "François Leclerc", le représentant monégasque, François Deguelt.
Les noms des pays, des artistes et de leurs chansons furent affichés à l'écran, via un second tableau, placé à la gauche de la scène.

## Chansons
Treize chansons concoururent pour la victoire.
Le représentant britannique, Bryan Johnson, était le frère de Teddy Johnson, qui concourut pour le Royaume-Uni l’année précédente.
La chanson autrichienne avait été écrite par Robert Stolz, le célèbre compositeur d’opérettes, à la réputation mondiale.

## Chefs d'orchestre
| Eric Robinson              | Thore Ehrling | Kai Mortensen       | Henri Seghers       | Øivind Bergh    | Robert Stolz   |
| -------------------------- | ------------- | ------------------- | ------------------- | --------------- | -------------- |
| - Luxembourg - Royaume-Uni | - Suède       | - Danemark          | - Belgique          | - Norvège       | - Autriche     |
| Raymond Lefèvre            | Cédric Dumont | Dolf van der Linden | Franz Joseph Breuer | Cinico Angelini | Franck Pourcel |
| - Monaco                   | - Suisse      | - Pays-Bas          | - Allemagne         | - Italie        | - France       |

## Entracte
Il n'y eut pas d'entracte.

## Vote
Le vote fut décidé entièrement par un panel de jurys nationaux. Les différents jurys furent contactés par téléphone, dans l'ordre inverse de passage des pays participants.
Chaque jury se composait de dix personnes. Chaque juré attribuait un vote à la chanson qu'il estimait la meilleure.
Les résultats des votes furent annoncés oralement, selon l'ordre de passage des candidats.
Le vote ne connut qu'une seule erreur. Le jury monégasque attribua quatre votes à la France, mais six votes furent crédités sur le tableau. Katie Boyle dut interrompre le porte-parole suivant, celui du jury autrichien, pour faire rectifier le score français.
Le Royaume-Uni mena en tête, jusqu'à ce que le jury danois ne lui attribue aucun vote. S'ensuivit une course serrée avec la France. L'avant-dernier jury, le jury suédois, accorda alors un vote au Royaume-Uni et quatre à la France. Ce fut le vote décisif, le dernier jury étant le jury anglais.
Les spectateurs applaudirent vivement à chaque point attribué au Royaume-Uni, au point que la présentatrice dut les rappeler à l’ordre, car elle ne parvenait plus à entendre les porte-paroles.

## Résultats
La France remporta le concours pour la deuxième fois. Seule l’Italie ne lui attribua aucun vote.
Tom Pillibi avait été en réalité écrit pour Marcel Amont, qui se désista au dernier moment. Elle fut la première chanson gagnante du concours à devenir un succès dans plusieurs pays européens : l’Allemagne, la France, les Pays-Bas, le Royaume-Uni et la Suède notamment.
Jacqueline Boyer était la fille des chanteurs Jacques Pills et Lucienne Boyer. Son père avait représenté Monaco à l’édition 1959 du concours mais avait terminé dernier. Jacqueline connut ensuite une longue carrière, comme chanteuse et actrice. De sa victoire au concours, elle dit : « A mon retour à Paris, j’ai été traitée comme une héroïne nationale, revenant d’avoir vaincu l’ennemi dans quelque bataille sanglante. » et « J’ai fait le tour du monde et toute une carrière grâce à une seule chanson. »
Pour la première fois, le trophée fut remis par le gagnant de l’année précédente. Cette nouveauté devint bientôt une tradition. Jacqueline Boyer reçut ainsi la coupe des mains de Teddy Scholten, qui lui dit : « Mes sincères félicitations ! Et pour l'avenir, bonne chance !» 
| Ordre | Pays          | Artiste          | Chanson                    | Langue             | Place | Points |
| ----- | ------------- | ---------------- | -------------------------- | ------------------ | ----- | ------ |
| 01    | Royaume-Uni H | Bryan Johnson    | Looking High, High, High   | Anglais            | 2     | 25     |
| 02    | Suède         | Siw Malmkvist    | Alla andra får varann      | Suédois            | 10    | 4      |
| 03    | Luxembourg    | Camillo Felgen   | So laang we's du do bast   | Luxembourgeois     | 13    | 1      |
| 04    | Danemark      | Katy Bødtger     | Det var en yndig tid       | Danois             | 10    | 4      |
| 05    | Belgique      | Fud Leclerc      | Mon amour pour toi         | Français           | 6     | 9      |
| 06    | Norvège       | Nora Brockstedt  | Voi Voi                    | Norvégien          | 4     | 11     |
| 07    | Autriche      | Harry Winter     | Du hast mich so fasziniert | Allemand           | 7     | 6      |
| 08    | Monaco        | François Deguelt | Ce soir-là                 | Français           | 3     | 15     |
| 09    | Suisse        | Anita Traversi   | Cielo e terra              | Italien            | 8     | 5      |
| 10    | Pays-Bas T    | Rudi Carrell     | Wat een geluk              | Néerlandais        | 12    | 2      |
| 11    | Allemagne     | Wyn Hoop         | Bonne nuit ma chérie       | Allemand, français | 4     | 11     |
| 12    | Italie        | Renato Rascel    | Romantica                  | Italien            | 8     | 5      |
| 13    | France        | Jacqueline Boyer | Tom Pillibi                | Français           | 1     | 32     |

## Anciens participants
| Artiste     | Pays     | Année(s) précédente(s) |
| ----------- | -------- | ---------------------- |
| Fud Leclerc | Belgique | 1956, 1958             |

## Tableau des votes
| Drapeau de la France                              | Drapeau de l'Italie | Drapeau de l'Allemagne | Drapeau des Pays-Bas | Drapeau de la Suisse | Drapeau de Monaco | Drapeau de l'Autriche | Drapeau de la Norvège | Drapeau de la Belgique | Drapeau du Danemark | Drapeau du Luxembourg | Drapeau de la Suède | Drapeau du Royaume-Uni | Total |    |
| Pays                                              |                     |                        |                      |                      |                   |                       |                       |                        |                     |                       |                     |                        |       |    |
| Royaume-Uni                                       | –                   | 2                      | 1                    | 5                    | 4                 | 1                     | 3                     | 2                      | 1                   | –                     | 5                   | 1                      |       | 25 |
| Suède                                             | 2                   | 1                      | –                    | 1                    | –                 | –                     | –                     | –                      | –                   | –                     | –                   |                        | –     | 4  |
| Luxembourg                                        | –                   | 1                      | –                    | –                    | –                 | –                     | –                     | –                      | –                   | –                     |                     | –                      | –     | 1  |
| Danemark                                          | –                   | –                      | –                    | –                    | –                 | –                     | –                     | 2                      | –                   |                       | 1                   | –                      | 1     | 4  |
| Belgique                                          | –                   | 3                      | 1                    | –                    | –                 | –                     | 1                     | –                      |                     | –                     | –                   | 4                      | –     | 9  |
| Norvège                                           | 1                   | –                      | –                    | 1                    | 4                 | –                     | 1                     |                        | 1                   | 2                     | –                   | –                      | 1     | 11 |
| Autriche                                          | –                   | 1                      | –                    | –                    | –                 | –                     |                       | –                      | 1                   | 2                     | –                   | –                      | 2     | 6  |
| Monaco                                            | 3                   | –                      | 7                    | –                    | 1                 |                       | –                     | –                      | –                   | 2                     | 1                   | –                      | 1     | 15 |
| Suisse                                            | –                   | 1                      | –                    | –                    |                   | –                     | 2                     | 1                      | –                   | –                     | 1                   | –                      | –     | 5  |
| Pays-Bas                                          | –                   | 1                      | –                    |                      | –                 | –                     | –                     | –                      | 1                   | –                     | –                   | –                      | –     | 2  |
| Allemagne                                         | 4                   | –                      |                      | –                    | –                 | 2                     | 2                     | –                      | 2                   | –                     | –                   | 1                      | –     | 11 |
| Italie                                            | –                   |                        | –                    | 1                    | –                 | 2                     | –                     | –                      | 1                   | –                     | 1                   | –                      | –     | 5  |
| France                                            |                     | –                      | 1                    | 2                    | 1                 | 5                     | 1                     | 5                      | 3                   | 4                     | 1                   | 4                      | 5     | 32 |
| Le tableau suit l'ordre de passage des candidats. |                     |                        |                      |                      |                   |                       |                       |                        |                     |                       |                     |                        |       |    |

## Télédiffuseurs
| Pays        | Télédiffuseur(s)       | Commentateur(s)      | Porte-parole        |
| ----------- | ---------------------- | -------------------- | ------------------- |
| Allemagne   | Deutsches Fernsehen    | Wolf Mittler         | ?                   |
| Autriche    | ORF                    | Emil Kollpacher      | ?                   |
| Belgique    | INR                    | Georges Désir        | Arlette Vincent     |
| Belgique    | NIR                    | Nand Baert           | Arlette Vincent     |
| Danemark    | DR TV                  | Sejr Volmer-Sørensen | Bent Hennius        |
| Finlande    | Suomen Televisio       | Aarno Walli          | (non participant)   |
| France      | RTF                    | Pierre Tchernia      | André Claveau       |
| Italie      | Programma Nazionale    | Giorgo Porro         | Enzo Tortora        |
| Luxembourg  | Télé Luxembourg        | Jacques Navadic      | ?                   |
| Monaco      | Télé Monte Carlo       | Pierre Tchernia      | ?                   |
| Norvège     | NRK                    | Erik Diesen          | Kari Borg Mannsåker |
| Pays-Bas    | NTS                    | Piet te Nuyl         | Siebe van der Zee   |
| Royaume-Uni | BBC Television Service | David Jacobs         | Nicholas Parsons    |
| Royaume-Uni | BBC Light Programme    | Pete Murray          | Nicholas Parsons    |
| Suède       | Sveriges Radio-TV      | Jan Gabrielsson      | Tage Danielsson     |
| Suisse      | TSR                    | Georges Hardy        | Boris Acquadro      |
| Suisse      | TV DSR                 | Theodor Haller       | Boris Acquadro      |